# ARM Cortex-A8
Az ARM Cortex-A8 egy az ARM Holdings által tervezett, 32 bites ARM v7 utasításkészlet-architektúrát implementáló processzormag. Az ARM11 maggal összehasonlítva, a Cortex-A8 egy kétszeres kibocsátású szuperskalár kialakítás, amely közel kétszer annyi utasítást képes végrehajtani egy órajelciklus alatt. A Cortex-A8 volt az első Cortex kialakítás, amelyet nagyipari mennyiségben adaptáltak a fogyasztói elektronikai eszközökbe.

## Tulajdonságok
A Cortex-A8 magok legfontosabb jellemzői:
- órajelfrekvencia: 600 MHz-től 1 GHz-ig és afölött
- szuperskalár kétszeres kibocsátású mikroarchitektúra
- NEON SIMD utasításkészlet kiterjesztés[2]
- VFPv3 lebegőpontos egység
- Thumb-2 utasításkészlet-kódolás
- Jazelle RCT (más néven ThumbEE utasításkészlet)
- fejlett elágazásbecslő egység 95%-nál magasabb találati aránnyal
- integrált 2. szintű gyorsítótár (0–4 MiB)
- teljesítmény: 2,0 DMIPS/MHz

## Csipek

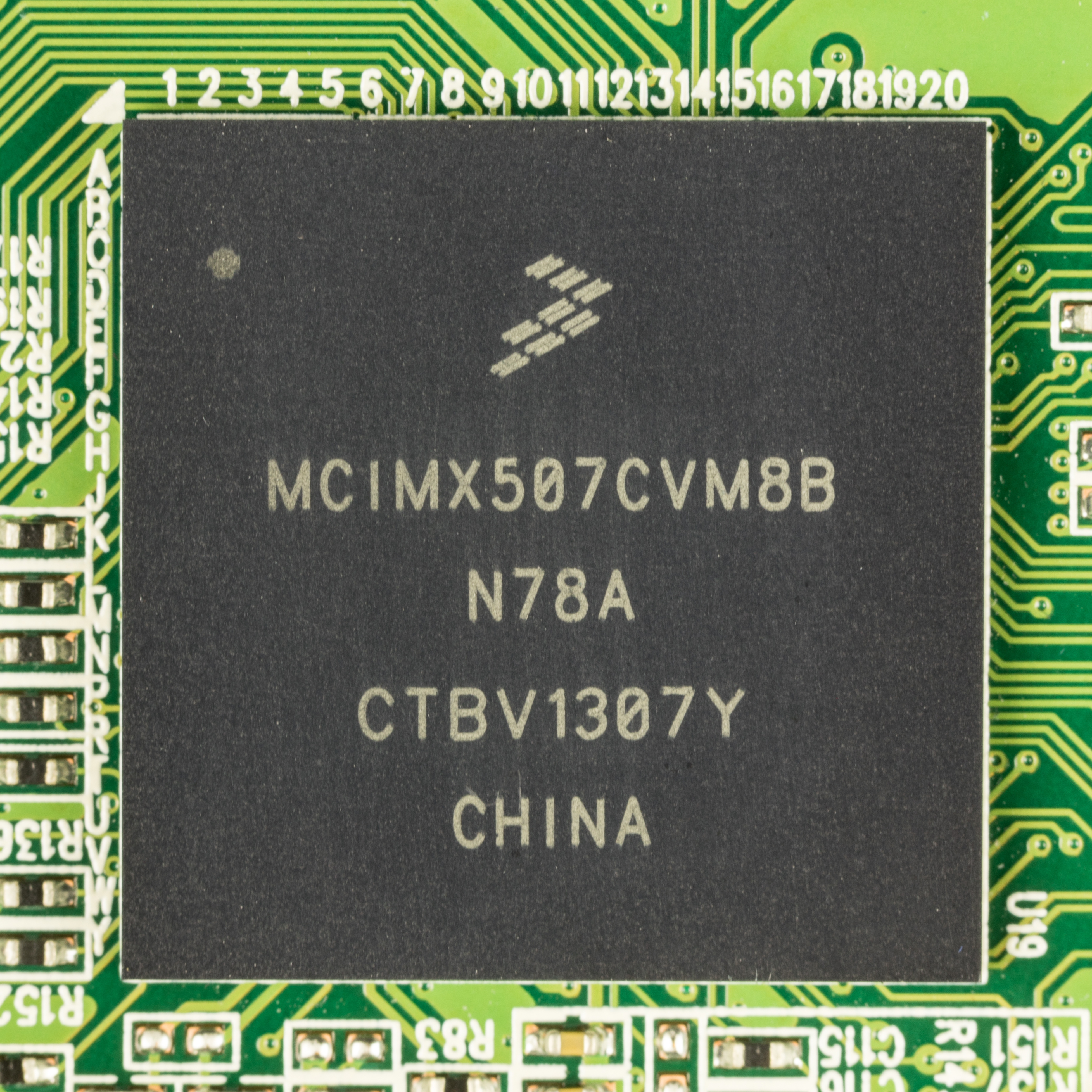
Freescale MCIMX507CVM8B

Számos egylapkás rendszerben (SoC) implementáltak Cortex-A8 magot, például a következőkben:
- Allwinner A1X
- Apple A4
- Freescale Semiconductor i.MX51[3]
- Rockchip RK2918, RK2906[4]
- Samsung Exynos 3110
- TI OMAP3
- TI Sitara ARM processzorok
- Conexant CX92755[5]

## Fordítás
Ez a szócikk részben vagy egészben  az   ARM Cortex-A8 című angol Wikipédia-szócikk ezen változatának fordításán alapul.  Az eredeti cikk szerkesztőit annak laptörténete sorolja fel. Ez a jelzés csupán a megfogalmazás eredetét és a szerzői jogokat jelzi, nem szolgál a cikkben szereplő információk forrásmegjelöléseként.